# Salvatore Perugini (politico)
Salvatore Perugini (Cosenza, 7 dicembre 1951) è un politico italiano, sindaco di Cosenza dal 15 giugno 2006 al 31 maggio 2011.

## Biografia
Figlio del senatore democristiano Pasquale Perugini si laurea in Giurisprudenza, e svolge la professione di avvocato civile. Ha ricoperto le cariche di consigliere dell'ordine degli avvocati e di consigliere d'amministrazione dell'Automobile Club d'Italia di Cosenza.
È stato vicepresidente del Cosenza Calcio dopo che il padre ne fu presidente, è stato presidente del Cosenza Basket.
Iscritto al Partito Popolare Italiano prima, e alla Margherita poi, dal 1997 è stato consigliere comunale ricoprendo le cariche di capogruppo del suo partito e di presidente del Consiglio comunale.
Dal 2004 al 2006 è stato vicepresidente della Provincia di Cosenza con delega alla Cultura e alla Pubblica Istruzione.
Dal 28 maggio 2006 al 30 maggio 2011 è stato sindaco di Cosenza.